# Czerniki (województwo pomorskie)
Czerniki (kaszb. Czérnikë, niem. Czernikau) – wieś pogranicza kaszubsko-kociewskiego w Polsce położona w województwie pomorskim, w powiecie kościerskim, w gminie Stara Kiszewa.
W latach 1975–1998 miejscowość administracyjnie należała do województwa gdańskiego.
Wieś stanowi sołectwo gminy Stara Kiszewa.

## Historia
Czerniki dawniej także Czernichowo (według Dr. Wojciecha Kętrzyńskiego Gross Czernikau - Czernichowo str.20) nazwa niemiecka oboczna Czernikau, opisano w Słowniku geograficznym Królestwa Polskiego  z roku 1880, jako  wieś w powiecie kościerskim, położona o 1 milę od Skarszew, 3 ¼ od Kościerzyny, parafia Pogódki. Wieś posiadała 2447 mórg areału, mieszkańców 146 w tym: katolików 15, ewangelików 131, domów mieszkalnych 12.
Metryka Czernik sięga roku 1258. wówczas to książę pomorski Sambor II zapisał tę wieś cystersom, którym ufundował klasztor w Pogódkach, a którzy później przenieśli się do Pelplina. Wieś należała do  pogóckiego klucza dóbr pelplińskich cystersów. Wieś osadzono pierwotnie na prawie polskim,  dopiero w 1432 r.  opat pelplinski Piotr Honigfeld przeniósł wieś na prawo chełmińskie. Po zniesieniu klasztoru w 1781 r. Czerniki zostały wydane w wieczystą dzierżawę włościanom..
Nazwa miejscowości ewoluowała w przekroju wieków, przyjmując różne formy  i tak : Stemekow 1269, Scherlkow, Storlkow, Sterlkow, Sterskow, Chimokow, Chimochov, Stenikow, Stemecow 1274, Parva Camochowa 1320, Czirnikow 1490, Czernihowy 1583, Czerników 1682, Czernichów 1749, Ciernikowy 1928, Czerniki 1936-39, Czernikowy (Czerniki) 1967.